# Apocopis intermedia
Apocopis intermedia är en gräsart som först beskrevs av Aimée Antoinette Camus, och fick sitt nu gällande namn av Chai-anan. Apocopis intermedia ingår i släktet Apocopis och familjen gräs. Inga underarter finns listade i Catalogue of Life.